# Baryphyma
Genre
Synonymes
- Minyrioloides Schenkel, 1930
- Porrhothrix Denis, 1945
- Acanthophyma Locket, Millidge & Merrett, 1974

Baryphyma est un genre d'araignées aranéomorphes de la famille des Linyphiidae.

## Distribution
Les espèces de ce genre se rencontrent en écozone holarctique.

## Liste des espèces
Selon World Spider Catalog (version 26, 17/02/2025) :
- Baryphyma gowerense (Locket, 1965)
- Baryphyma insigne (Palmgren, 1976)
- Baryphyma maritimum (Crocker & Parker, 1970)
- Baryphyma pratense (Blackwall, 1861)
- Baryphyma proclive (Simon, 1884)
- Baryphyma trifrons (O. Pickard-Cambridge, 1863)
- Baryphyma xiaoxiense Irfan, Zhang & Peng, 2025

## Systématique et taxinomie
Ce genre a été décrit par Simon en 1884 dans les Theridiidae.
Minyrioloides, Porrhothrix et Acanthophyma ont été placés en synonymie par Millidge en 1977.

## Publication originale
- Simon, 1884 : Les arachnides de France. Paris, vol. 5, p. 180-885 (texte intégral).